# Geschiedenis van de onbekende soldaat
Geschiedenis van een onbekende soldaat (Histoire du soldat inconnu; Story of the Unknown Soldier) is een Belgische montagefilm uit 1932 van regisseur Henri Storck. De film bestaat uit een verzameling fragmenten uit bioscoopjournaals uit 1928-192. Aanzet van de film was het Briand-Kelloggpact, dat oorlog vanaf dan illegaal maakte.

## Achtergrond
De film maakt gebruik van found footage, waarbij Storck beroep deed op fragmenten uit 52 rollen met bioscoopjournaals van Eclair Journal. Deze laatste kreeg de opdracht van de Belgische atletiekfederatie om actualiteitsbeelden van alle beeldopnamen van atletiekwedstrijden uit 1928 te verzamelen. Eclair Journal had tijd noch geld en vroeg aan Storck of hij deze opdracht op zich wou nemen, gratis. Storck stemde toe, op één voorwaarde: dat hij 52 filmrollen mocht gebruiken voor zijn eigen montagefilms, Geschiedenis van de Onbekende Soldaat en Op de Boorden van de Camera.

## Filminhoud
De rode draad doorheen de film zijn beelden van de onbekende soldaat door het opgraven van een lijk uit Wereldoorlog I, dat vervolgens een statig graf krijgt en symbool wordt van nooit meer oorlog. In een uiterst cynische toon plaatst Storck beelden naast elkaar van de groten uit die tijd zoals Artistide Briand, prins Umberto, Frank Kellogg, president Hoover, Mussolini en Manneke Pis, die soms worden geridiculiseerd. Hierdoor bracht Storck een pacifistische boodschap door omkering van de oorspronkelijke betekenis van beelden. Met Geschiedenis van de Onbekende Soldaat toont Storck aan dat de wereld zich volop aan het klaarmaken is voor een volgende oorlog, ondanks het Briand-Kellogg-pact.

## Ontvangst
In Frankrijk werd de film geweigerd door de filmkeuringscommissie omdat de spot werd gedreven met het Franse leger. Uiteindelijk zal het tot 1959 duren voordat de film vertoond kon worden. In datzelfde jaar werd hij gesonoriseerd op initiatief van het Belgische Filmarchief.

## Trivia
Het Internationaal Film Bureau Inc presenteert de film met volgende titel: ‘How they Signed the Kellogg-Briand Pact and Ended War for All Time’.